# یواس‌اس ترن (ای‌ام-۳۱)
یواس‌اس ترن (ای‌ام-۳۱) (به انگلیسی: USS Tern (AM-31)) یک کشتی است که طول آن ۱۸۷ فوت ۱۰ اینچ (۵۷٫۲۵ متر) می‌باشد. این کشتی  در سال ۱۹۱۸ ساخته شد.